# Kvemo Kedi
Kvemo Kedi (gruzínsky ქვემო ქედი, Kvemo Kedy) je obec v gruzínském regionu Kachetie, okresu Dedoplisckaro. V obci žilo v roce 2014 1153 obyvatel v naprosté většině gruzínské národnosti. Před rozpadem Sovětského svazu v roce 1991 žila v obci početná komunita Řeků.

## Poloha
Obec Kvemo Kedi leží na jihovýchodní hranici s Ázerbájdžánem na náhorní plošině Širaki. V blízkosti obce je vojenské letiště.

## Rodáci
- Zápasníci: Zaza Kedelašvili, Lavredis Alexanidis (Temur Givijašvili), rodina Iliadisů[1] (Nikos Iliadis, Mirman Iliadis, Ilias Iliadis*, Dionysios Iliadis, Vasileios Iliadis)